# As-Sankari
As-Sankari (arab. السنكري) – miejscowość w Syrii, w muhafazie Hims. W 2004 roku liczyła 3549 mieszkańców.